# Bride of the Wind
Bride of the Wind è un film del 2001 diretto da Bruce Beresford e basato sulla vita della pittrice austriaca Alma Mahler Schindler.